# Cargols poma
Els cargols poma (Pomacea) són un gènere de cargols de la família Ampullariidae. Són gastròpodes d'aigua dolça, originaris d'Amèrica del Sud, Amèrica Central i el sud dels Estats Units.
Fora del seu hàbitat natural, són considerats espècie invasora. Des de l'inici del segle XXI el cargol poma tacat (Pomacea maculata) va introduir-se a l'Ebre, i des del 2008, va començar a fer estralls considerables als arrossars del delta de l'Ebre i recentment es va detectar a uns arrossars de Palau-sator (Baix Empordà). El control de la plaga és molt difícil, ja que les femelles són força prolífiques amb més de vuit-cents ous per posta.

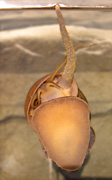
Cargol poma acanalat amb sifó estès

És un gènere ben adaptat a hàbitats on períodes secs i períodes de pluges tropicals s'alternen. En combinar pulmons i brànquies fàcilment pot sobreviure en aigües pobres en oxigen. A més, tenen un sifó per respirar, format per un plec de l'epidermis a l'esquerra del coll, difícilment visible quan no és en ús. Quan vol refrescar l'aire de l'interior dels seus pulmons, per una contracció del múscul del plec es contreu i es converteix en una estructura tubular com un sifó. Així pot romandre submergit per respirar i protegir-se contra ocells depredadors. El seu nom prové de la forma rodona de la seva closca i de la seva mida —són de fet, els cargols d'aigua dolça més grans de la terra– que es va associar amb la poma.
Les diferents espècies, sobretot Pomacea diffusa i canaliculata se solien vendre a botigues especialitzades i van ser molt populars entre els aquariòfils, ja que netegen els aquaris en alimentar-se d'algues i detritus. Per manca de cura dels amos, sovint van escapar i proliferar de manera incontrolada a la natura, on fora del seu hàbitat d'origen, no tenen gaire enemics naturals, excepte el capó reial que va adaptar la seva dieta i que sembla un aliat nou en el control biològic de la plaga.

## Prohibició de comerç, importació i tinença
Des del juliol de 2011, es va prohibir a l'Estat espanyol la possessió, cria, transport, i comerç de Pomacea insularum i Pomacea canaliculata. La seva venda va ser prohibida al Regne Unit des de la fi del 2012. Des del gener del 2013, el comerç i la importació de totes les espècies del gènere són prohibits a tots els estats membres de la Unió Europea. No només prohibeix el negoci dels mateixos cargols, sinó també qualsevol importació de plantes aquàtiques, que necessiten un certificat que són netes, segons les regles de la directiva europea sobre el control sanitari a les fronteres o al punt d'arribada. Dins de la Unió s'ha de delimitar una zona de seguretat quan es descobreixen cargols, on abans no n'hi havia, executar un pla d'acció. Després de quatre anys sense incidència, la quarantena de la zona es pot aixecar.